# Rantrum
Rantrum (frisó septentrional Rånterem, danès Rantrum) és un municipi del districte de Nordfriesland, dins l'Amt Nordsee-Treene, a l'estat alemany de Slesvig-Holstein. Ipernstedt forma part del terme municipal. El 31 de desembre del 2023 tenia 1.936 habitants.